# (344) Desiderata
(344) Desiderata ist ein Asteroid des mittleren Hauptgürtels, der am 15. November 1892 vom französischen Astronomen Auguste Charlois am Observatoire de Nice entdeckt wurde.
Der Asteroid ist vermutlich benannt zu Ehren von Désirée Clary (1777–1860) aus Marseille, der Ehefrau von General Jean-Baptiste Jules Bernadotte (1763–1844). Er wurde ab 1818 König Karl XIV. Johann von Schweden und war der Begründer der heutigen schwedischen Dynastie. Désirée war eine ehemalige Verlobte von Napoleon Bonaparte, als schwedische Königin nannte sie sich Desideria.

## Wissenschaftliche Auswertung
Aus Ergebnissen der IRAS Minor Planet Survey (IMPS) wurden 1992 Angaben zu Durchmesser und Albedo für zahlreiche Asteroiden abgeleitet, darunter auch (344) Desiderata, für die damals Werte von 132,3 km bzw. 0,06 erhalten wurden. Mit dem Satelliten Midcourse Space Experiment (MSX) wurden 1996 bis 1997 im Rahmen der Infrared Minor Planet Survey (MIMPS) Daten gewonnen, aus denen für den Asteroiden Werte für den mittleren Durchmesser und die Albedo von 125,7 km bzw. 0,07 bestimmt wurden. Eine Auswertung von Beobachtungen durch das Projekt NEOWISE im nahen Infrarot führte 2011 zu vorläufigen Werten für den Durchmesser und die Albedo im sichtbaren Bereich von 126,0 km bzw. 0,07. Ein Vergleich von Daten, die von 1978 bis 2011 an der Sternwarte Ondřejov in Tschechien und am Table Mountain Observatory in Kalifornien gesammelt wurden, mit den Daten von NEOWISE ergab 2012 Werte für den Durchmesser und die Albedo von 125,9 km bzw. 0,07. Nach neuen Messungen mit NEOWISE wurden die Werte 2014 auf 124,2 km bzw. 0,07 korrigiert. Nach der Reaktivierung von NEOWISE im Jahr 2013 und Registrierung neuer Daten wurden die Werte 2015 zunächst mit 148,8 km bzw. 0,04 angegeben und dann 2016 korrigiert zu 114,0 oder 143,6 km bzw. 0,06 oder 0,04, diese Angaben beinhalten aber alle hohe Unsicherheiten.
Photometrische Messungen des Asteroiden fanden erstmals statt am 23. März 1979 am La-Silla-Observatorium in Chile. Wegen des kurzen Beobachtungszeitraums konnten die Daten nicht zu einer Rotationsperiode ausgewertet werden. Weitere Beobachtungen erfolgten vom 26. bis 29. Mai 1979 am Table Mountain Observatory in Kalifornien. Basierend auf den aufgezeichneten Daten wurde hier für die Rotationsperiode zunächst ein vorläufiger Wert von etwa 13 h vorgeschlagen.
Neue photometrische Messungen wurden vom 15. April bis 6. Mai 1983 am Osservatorio Astrofisico di Catania und am Osservatorio Astronomico di Collurania-Teramo in Italien durchgeführt. Hier wurde allerdings aus der registrierten Lichtkurve auf eine Rotationsperiode von 10,53 h geschlossen. Ähnliche Ergebnisse brachten auch Beobachtungen vom 10. bis 18. Mai sowie 8. und 9. Juni 1983 am Dance Hill Observatory in Ontario, Kanada (abgeleitete Periode 10,7 h) und vom 10. November bis 10. Dezember 1984 an der Anderson Mesa Station des Lowell-Observatoriums in Arizona (abgeleitete Periode 10,75 h). Im Jahr 1989 erfolgte eine Neubewertung der Daten des Table Mountain Observatory von 1979 und es wurde nun, auch im Hinblick auf die Beobachtungsergebnisse in der Zwischenzeit, daraus eine Rotationsperiode von 10,8 h bestimmt.
Eine Untersuchung von 2003 leitete in der Ukraine aus den archivierten Daten von 1979–1984 für (344) Desiderata eine Rotationsperiode von 10,7672 h ab. Es wurde auch eine Position für die Rotationsachse mit retrograder Rotation sowie die Achsenverhältnisse eines dreiachsig-ellipsoidischen Gestaltmodells berechnet. Neue Messungen vom 15. bis 17. Februar 2016 an der Palmer Divide Station des Center for Solar System Studies (CS3) in Colorado wurden zu einer Periode von 10,777 h ausgewertet.
Aus archivierten Daten des Asteroid Terrestrial-impact Last Alert System (ATLAS) aus dem Zeitraum 2015 bis 2018 konnte in einer Untersuchung von 2022 mit der Methode der konvexen Inversion eine Rotationsperiode von 10,747 h bestimmt werden.
Abschätzungen von Masse und Dichte für (344) Desiderata ergaben in einer Untersuchung von 2012 eine Masse von etwa 1,39·1018 kg und mit einem angenommenen Durchmesser von etwa 129 km eine Dichte von 1,22 g/cm³ bei einer Porosität von 45 %. Die Werte besitzen eine Unsicherheit von ±35 %.